# L'Annonciation (Denis)
Pour les articles homonymes, voir L'Annonciation.
L'Annonciation est un tableau réalisé par le peintre français Maurice Denis en 1913. Cette huile sur toile représente l'Annonciation. Elle figure Marie debout devant une fenêtre tandis que Gabriel est à genoux dans l'encadrement d'une porte. Exposée au Salon d'Automne de 1913, elle fait partie des collections du musée d'Orsay, à Paris. Elle est conservée au MUba Eugène-Leroy, à Tourcoing.

## Expositions
- Salon d'Automne de 1913, Grand Palais, Paris, 1913-1914.
- Apollinaire critique d'art, Pavillon des Arts, Paris, 1993 — n°35.